# Thuja occidentalis
A Thuja occidentalis (ou Tuia-vulgar) é uma planta conífera da família Cupressaceae do género Thuja.
É uma planta muito frondosa e intensamente perfumada. Tem origem no nordeste dos Estados Unidos da América e sudeste do Canadá, sendo uma das primeiras árvores americanas a aclimatar-se na Europa. Foi introduzida na Europa no século XVI.
Os princípios ativos da Tuia consistem numa essência de composição complexa e algo tóxica devido à presença de uma cetona, a tuiona (ou tujona); a planta contém também taninos.